# Фукарвіль
Фукарві́ль (фр. Foucarville) — колишній муніципалітет у Франції, у регіоні Нормандія, департамент Манш. Населення — 132 осіб (2011).
Муніципалітет був розташований на відстані близько 270 км на захід від Парижа, 75 км на північний захід від Кана, 39 км на північ від Сен-Ло.

## Історія
До 2015 року муніципалітет перебував у складі регіону Нижня Нормандія. Від 1 січня 2016 року належав до нового об'єднаного регіону Нормандія.
1 січня 2016 року Фукарвіль, Безвіль-о-Плен, Шеф-дю-Пон i Екокнеовіль було приєднано до муніципалітету Сент-Мер-Егліз.

## Демографія
Динаміка населення (Insee ):
Розподіл населення за віком та статтю (2006):
| Стать | Всього | До 15 років | 15-24 | 25-44 | 45-64 | 65-85 | Понад 85 |
| --- | ------ | ----------- | ----- | ----- | ----- | ----- | -------- |
| Чоловіки | 64     | 12          | 8     | 16    | 20    | 4     | 4        |
| Жінки | 64     | 12          | 4     | 16    | 8     | 24    | 0        |
| \| Статево-вікова піраміда \| Статево-вікова піраміда \| Статево-вікова піраміда \| \| ----------------------- \| ----------------------- \| ----------------------- \| \| Чоловіки \| Вік \| Жінки \| \| 4 \| 85 + \| 0 \| \| 4 \| 80-84 \| 12 \| \| 0 \| 75-79 \| 8 \| \| 0 \| 70-74 \| 0 \| \| 0 \| 65-69 \| 4 \| \| 0 \| 60-64 \| 0 \| \| 4 \| 55-59 \| 0 \| \| 0 \| 50-54 \| 0 \| \| 16 \| 45-49 \| 8 \| \| 0 \| 40-44 \| 0 \| \| 4 \| 35-39 \| 4 \| \| 12 \| 30-34 \| 8 \| \| 0 \| 25-29 \| 4 \| \| 4 \| 20-24 \| 0 \| \| 4 \| 15-20 \| 4 \| \| 0 \| 10-14 \| 0 \| \| 8 \| 5-9 \| 4 \| \| 4 \| 0-4 \| 8 \| |        |             |       |       |       |       |          |
| Статево-вікова піраміда |        |             |       |       |       |       |          |
| Чоловіки | Вік    | Жінки       |       |       |       |       |          |
| 4 | 85 +   | 0           |       |       |       |       |          |
| 4 | 80-84  | 12          |       |       |       |       |          |
| 0 | 75-79  | 8           |       |       |       |       |          |
| 0 | 70-74  | 0           |       |       |       |       |          |
| 0 | 65-69  | 4           |       |       |       |       |          |
| 0 | 60-64  | 0           |       |       |       |       |          |
| 4 | 55-59  | 0           |       |       |       |       |          |
| 0 | 50-54  | 0           |       |       |       |       |          |
| 16 | 45-49  | 8           |       |       |       |       |          |
| 0 | 40-44  | 0           |       |       |       |       |          |
| 4 | 35-39  | 4           |       |       |       |       |          |
| 12 | 30-34  | 8           |       |       |       |       |          |
| 0 | 25-29  | 4           |       |       |       |       |          |
| 4 | 20-24  | 0           |       |       |       |       |          |
| 4 | 15-20  | 4           |       |       |       |       |          |
| 0 | 10-14  | 0           |       |       |       |       |          |
| 8 | 5-9    | 4           |       |       |       |       |          |
| 4 | 0-4    | 8           |       |       |       |       |          |

## Економіка
2010 року серед 82 осіб працездатного віку (15—64 років) 54 були активними, 28 — неактивними (показник активності 65,9%, у 1999 році було 57,6%). З 54 активних мешканців працювали 53 особи (31 чоловік та 22 жінки), безробітними було 1 (0 чоловіків та 1 жінка). Серед 28 неактивних 2 особи були учнями чи студентами, 16 — пенсіонерами, 10 були неактивними з інших причин.

У 2010 році в муніципалітеті числилось 59 оподаткованих домогосподарств, у яких проживали 141,0 особи, медіана доходів виносила 17 455 євро на одного особоспоживача